# Stillleben mit Obstschale, Vögeln und Fensterausblick
Stillleben mit Obstschale, Vögeln und Fensterausblick ist jeweils Titel zweier 1621 bzw. 1623 entstandener Gemälde des spanischen Malers Juan van der Hamen y León. Die jeweils 56 cm × 74 cm großen, in Öl auf Holz gemalten Stillleben sind als Bildpaar konzipiert und befinden sich in der Gemäldesammlung des Real Sitio de San Lorenzo de El Escorial. Beim älteren der beiden Gemälde handelt es sich um die Kopie eines Bildes gleichen Namens des flämischen Malers Frans Snyders und um das erste bekannte Stillleben Juan van der Hamens.

## Beschreibung
Das Stillleben mit Obstschale, Vögeln und Fensterausblick von 1621 zeigt eine mit blauen und weißen Trauben, Birnen, Haselnüssen, Pflaumen, Äpfeln und Pfirsichen gehäuft gefüllte Keramikschale, die auf einem mit einer roten Damastdecke bezogenen Tisch steht. Vor der Schale liegt ein halbierter Pfirsich, auf dessen Hälfte mit dem Kern sich eine Fliege niedergelassen hat. In der linken unteren Bildecke befindet sich ein Weinblatt, das von einem Rebstiel, der aus der Schale herausragt, hinab hängt. Auf der rechten Seite des Tisches befinden sich drei Trauben an einem Stiel, um die sich ein Sperling und ein Stieglitz scharen. Auf dem Obst in der Schale sitzen drei weitere Vögel, eine Meise befindet sich im Anflug. Zudem sitzen auf den weißen Trauben und der Birne weitere Fliegen. Durch den Fensterausschnitt ist eine Landschaft mit Bäumen, Fluss und einem Turm im Hintergrund zu sehen, die mit Hirschen und Hasen belebt ist. Die Vögel und Trauben im Bild sind der ekphrastische Bezug zu Zeuxis, der ebenfalls im Dekor der Schale mit einer von Vögeln besetzten Traubengirlande wieder aufgegriffen wurde.
Das zwei Jahre später geschaffene Pendant zeigt das gleiche Sujet spiegelverkehrt. In der Porzellanschale liegen Trauben, Äpfel und Birnen, sowie eine Weinrebe und Weinblätter. Auf einem der Äpfel und einem Weinblatt sitzen Fliegen, auf einem Blatt in der Schale ein Nachtfalter. An der linken vorderen Tischecke liegt ein geöffneter Granatapfel, der von einem Stieglitz und einer Meise umlagert wird. Die Landschaft im Fensterausschnitt links oben ist im Vergleich zum ersteren Bild in einer dunkleren Stimmung gehalten.

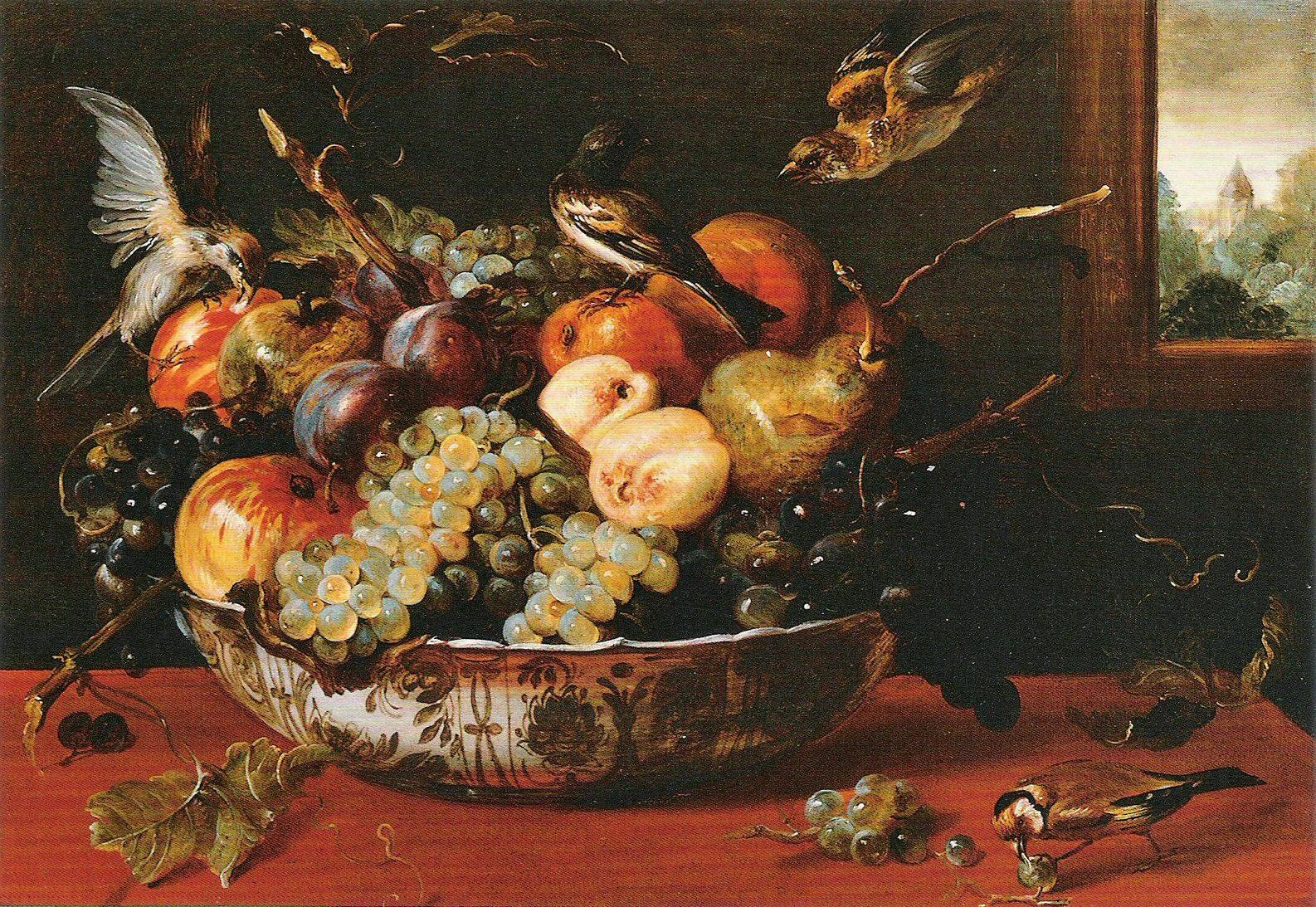
Stillleben mit Obstschale, Vögeln und Fensterausblick
Frans Snyders, 1610er
46 cm × 64 cm
Öl auf Holz

## Hintergrund
Das Stillleben mit Obstschale, Vögeln und Fensterausblick von 1621 ist das erste bekannte Stillleben von Juan van der Hamen y León. und stellt eine Kopie des Gemäldes Stillleben mit Obstschale, Vögeln und Fensterausblick des flämischen Malers Frans Snyders, den Van der Hamen auch in einigen anderen Werken rezipierte, dar. Der Kunsthistoriker Felix Scheffler, der zum spanischen Stillleben forschte, sah in dem Bild zudem die ersten direkten Anspielungen auf die Ekphrasis der Zeuxis-Legende in autonomen Stillleben.